# Thalattosaurus
Thalattosaurus is een geslacht van uitgestorven mariene reptielen uit het Vroeg- en Midden-Trias in de familie Thalattosauridae. Het was een twee meter lang schelpdier-etend reptiel met peddelachtige ledematen en een naar beneden gericht rostrum, dat voorkwam in de Sulphur Mountain-formatie van Brits-Columbia, evenals de Hosselkus-kalksteen uit het Laat-Trias van Californië.

## Ontdekking en naamgeving
In de zomer van 1903 leidde Annie Montague Alexander een expeditie met Miss Edna Wemple, Eustace Furlong, John C. Merriam, W.B. Esterly en F.S. Ray naar Shasta County, waarbij ze fossielen ontdekten waarvan ze aanvankelijk dachten dat het Shastasaurus betrof. Een van de fossielen werd gevonden in de North Fork van Squaw Creek (Trias van de Verenigde Staten) in Shasta County. Het moedergesteente waarin het werd gevonden, was een laag kalksteen, die grotendeels uit gebroken schelpen bestond, vermengd met skeletdelen. Het maakte deel uit van de Hosselkus Limestone-formatie uit het Carnien, daterend van 235 tot 221,5 miljoen jaar geleden. De fossielen werden later verzameld door de University of California. Bij het fossiel dat in 1903 door Annie Alexander werd gevonden, was veel van het oorspronkelijke bot in het preorbitale gebied (vóór de oogkas) verdwenen. Het ploegschaarbeen was blootgelegd, een onvolledige onderkaak, twee ribben en wervellichamen uit de rug en een reeks van drie staartwervels die tegen het ploegschaarbeen waren gedrukt.
Na verdere studies van Merriam, werd het benoemd als de nieuwe soort Thalattosaurus alexandrae. De eerste Thalattosauria die werden beschreven waren Thalattosaurus en Nectosaurus uit het Boven-Trias van Californië door Merriam in 1904, 1905 en 1906. Thalattosaurus alexandrae werd in 1904 door Merriam benoemd. De geslachtsnaam Thalattosaurus betekent 'zeereptiel' en de soortaanduiding alexandrae is ter ere van Annie Alexander, een amateurpaleontologe en beschermvrouwe van het University of California Museum of Paleontology. Dit materiaal werd later herschreven door Nicholls in 1999.
Oorspronkelijk werden vier soorten van Thalattosaurus benoemd door Merriam: Thalattosaurus alexandrae, Thalattosaurus perrini en Thalattosaurus shastensis, maar later aanvullend onderzoek van het holotype van T. shastensis duidde aan dat het niet thuishoorde in het geslacht Thalattosaurus. Het wordt momenteel nog bestudeerd. De typeschedel van T. perrini is verloren gegaan, maar het ploegschaarbeen dat Merriam in 1905 illustreerde, verschilde niet van het ploegschaarbeen van T. alexandrae.
In 1993 werd de andere soort Thalattosarus borealis gevonden in een steenslaghelling in de buurt van Wapiti Lake, British Columbia in de Sulphur Mountain-formatie. Het moedergesteente, vergelijkbaar met de ontdekking van T. alexandrae, bestaat ook uit mariene leisteen en mergel. Dit exemplaar is ontdekt en verzameld door de veldploeg van het Royal Tyrrell Museum of Palaeontology. Thalattosaurus borealis is vernoemd naar de noordelijke vindplaats, waarbij Thalattosaurus opnieuw 'zeereptiel' betekent en de soortaanduiding borealis afkomstig is van boreas (Grieks woord, βορέας) en noordelijk betekent. Ontdekte elementen omvatten het voorste deel van de schedel, een onvolledige onderkaak, centra, losse ribben en een linkerpterygoïde.

## Beschrijving
Zoals opgemerkt door Merriam in 1905, is de schedel van het holotype UCMP 9085 in vier stukken bewaard gebleven. Ze waren oorspronkelijk verbonden door met calciet gevulde spleten, maar werden tijdens de preparatie van elkaar gescheiden. Drie van deze vier gevonden stukken vormden het rostrum. Wanneer uitgelijnd, suggereerde de vorm van het rostrum de bovenste kromming van het voorste uiteinde van de bovenkaak, maar  neerwaartse afbuiging in het voorste uiteinde van de premaxilla. Een lijn getrokken van de geconserveerde voorste alveolaire onderrand van het bovenkaaksbeen naar de onderrand van het os prefrontale toonde aan dat de onderste rand van de bovenkaak recht was, zeer vergelijkbaar met de rostrale structuur die bekend is van Clarazia. Bij verder onderzoek waren de andere kenmerken die voor dit fossiel werden gevonden, een ingekorven uitwendig botoppervlak met glad bot dat leek op pseudodonte, valse tanden. De eerste was stomp, naar voren gebogen en kort, de tweede was puntig en dunner; bij de derde (hoewel de punt was gebroken), suggereerde de dikke basis een stompe tand. Er was nog een afgebroken stomp die op een vierde tand kan wijzen.
De fylogenetische onderlinge verwantschappen van Thalattosaurus zijn een van de beter bekende uit de Thalattosauria. Bij het vergelijken van T. borealis met de typesoort T. alexandrae, is het meest duidelijke verschil de grootte. Thalattosaurus borealis is veel kleiner, met een afstand van de punt van de snuit tot de voorste rand van de kromming van minder dan zestig millimeter. Bij T. alexandrae is deze afstand echter bijna tweehonderd millimeter. Aanvankelijk werd een verschil in leeftijd (juveniel versus volwassen) vermoed, maar omdat het bot in het T. borealis-exemplaar grondig verbeend is en in de staart de wervelbogen zijn versmolten met de centra, werd geconcludeerd dat het exemplaar een volledig volgroeide volwassene was. Het ploegschaarbeen van T. borealis verschilt ook van het ploegschaarbeen van T. alexandrae in het aanwezige gebitstype. Het ploegschaarbeen van T. alexandrae heeft twee rijen tanden die vooraan dicht op elkaar staan en naar achteren uiteen lopen met tien tanden per rij. Dit zijn laagkronige, bolvormige tanden die in holten zijn geplaatst. Het ploegschaarbeen van T. borealis daarentegen heeft zes hoge, driehoekige tanden die met het bot zijn versmolten.

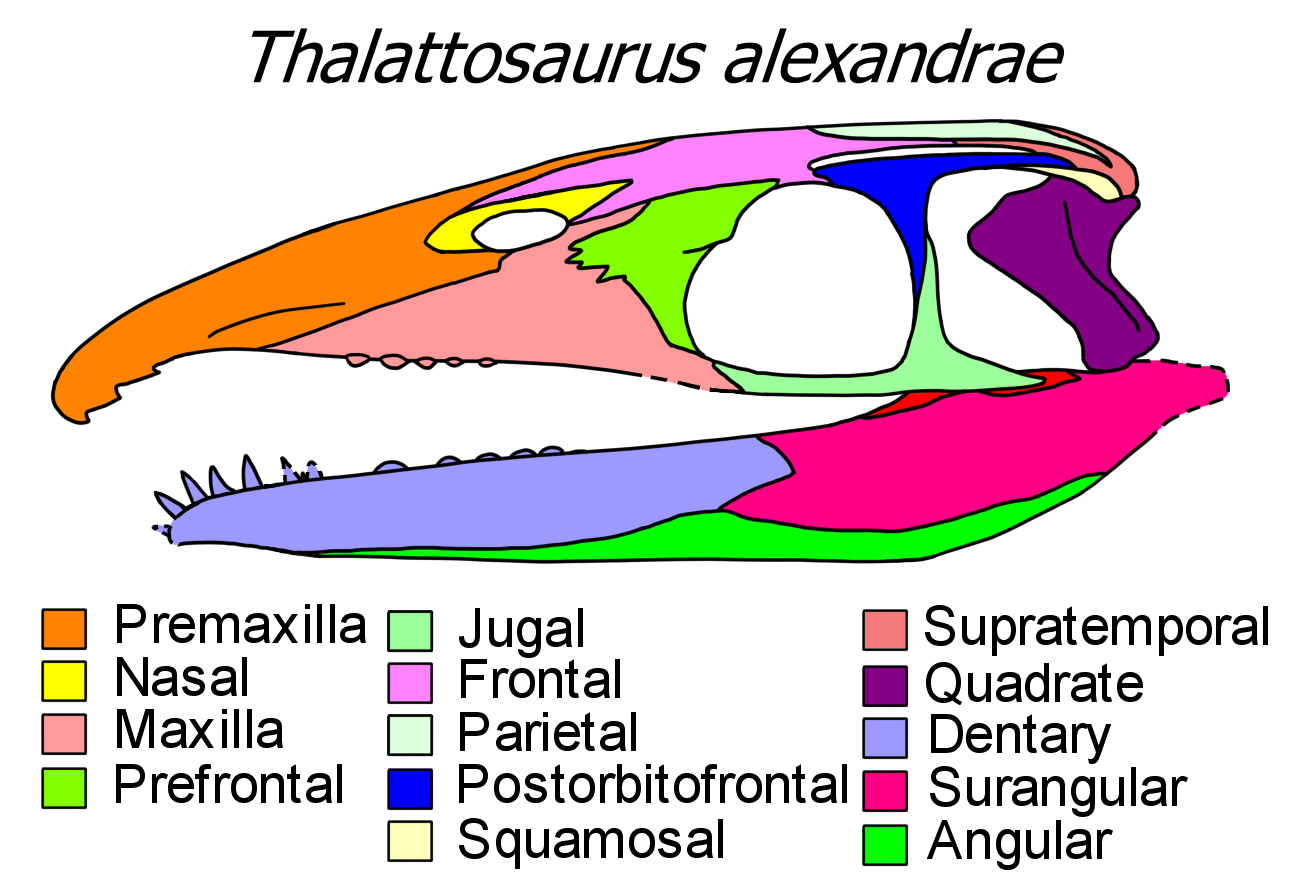
Een diagram van de schedel van Thalattosaurus alexandrae

T. alexandrae had slechts een enkele rij tanden, maar het ploegschaarbeen moet zich hebben ontwikkeld als een gepaarde structuur, dus kan worden aangenomen dat er meer dan een enkele rij tanden moet zijn geweest. Het bot is op de middenlijn gespleten en het is mogelijk dat er een extra rij tanden aanwezig was, die tijdens de conservering is afgebroken. Er is echter geen bewijs van een gepaarde, divergerende tandenrij zoals we die zien bij T. alexandrae. De brede, knoopachtige tanden op het dentarium zijn kenmerkend voor alle drie geslachten, Thalattosaurus, Clarazia en Paralonectes. De achterste mandibulaire tanden van T. borealis verschillen van deze geslachten, maar zijn gelijk geplaatst met de rand van de kaak. In zowel T. alexandrae als Clarazia zijn de achterste, bolvormige tanden iets naar onderen en midden ten opzichte van de kaakrand geplaatst. Bij alle gevonden thalattosauriërs splitst het achterste uiteinde van het dentarium zich in twee divergerende takken (bovenste en onderste).

### Naar beneden gerichte snuit
Oorspronkelijk geïllustreerd door Merriam in 1905, beeldde zijn reconstructie van de schedel van T. alexandrae het rostrum af als recht en toonde zes conische, gestreepte tanden op de premaxilla. Deze reconstructie is sindsdien in verschillende boeken en gepubliceerde tijdschriften gebruikt, maar is niet nauwkeurig en is gecorrigeerd nadat Nicholls in 1999 over dit onderwerp had gepubliceerd. De premaxilla van het type-exemplaar van T. alexandrae is duidelijk gekromd. De drie tanden die eerder zijn geïllustreerd, zijn helemaal geen tanden, maar meer benige verlengingen van de premaxilla: pseudodonte tanden, vergelijkbaar met welke zijn gevonden bij T. borealis. Dit pseudodonte gebit suggereert mogelijk dat er een snavel aanwezig was, vergelijkbaar met die van schildpadden en vogels.
Thalattosauroidea (wat Clarazia en Thalattosaurus bevat) hebben een relatief kort rostrum, met convergerende zijmarges die eindigen in een spitse punt. Thalattosauroidea zijn gemakkelijk te onderscheiden door hun naar beneden gerichte snuiten. Bij Clarazia en Thalattosaurus lopen de snuiten taps toe naar een smalle punt, met de premaxilla aan de punt naar beneden gericht.

## Paleobiologie
Thalattosaurus alexandrae was ongeveer twee meter lang en een uitstekende zwemmer. De ledematen van Thalattosauria waren over het algemeen niet peddelachtig, maar de ledematen van thalattosaurus waren dat wel. Hij had een lange, afgeplatte staart en klauwen die mogelijk werden gebruikt om de kracht van de branding te weerstaan wanneer ze op de kust kropen.
De Sulphur Mountain-formatie, waar overblijfselen van Thalattosaurus zijn gevonden, bestaat uit een reeks mariene siltsteen, slibachtige kalksteen en fijn zandsteen. Alle exemplaren van Thalattosaurus uit het Wapiti-meer waren geconserveerd in zandsteen, wat wijst op ondiep water. Het is waarschijnlijk dat ze hun tijd vaak in de buurt van de kust doorbrachten in plaats van diepzee en open wateromgevingen. De overblijfselen werden gevonden in een mariene schalie- en mergelomgeving, wat suggereert dat hij zich voedde met zeefauna zoals schelpdieren. Hij had sterke plettende tanden om de schelp van zijn prooi te kraken.